# Juliana Falconieri
Juliana Falconieri (ur. ok. 1270 we Florencji, zm. 19 czerwca 1341 tamże) – włoska tercjarka serwitka (OSM), założycielka i pierwsza przełożona klasztoru sióstr trzeciego zakonu serwitów, święta Kościoła katolickiego.
Pochodziła ze szlacheckiej rodziny. Jej wuj Aleksy Falconieri, był jednym z siedmiu założycieli zakonu serwitów. Po śmierci ojca otrzymała habit. Założyła klasztor sióstr trzeciego zakonu Serwitów (Służebnice Najświętszej Maryi Panny).
Zmarła 19 czerwca 1341 roku mając 71 lat.
Została beatyfikowana przez papieża Innocentego XI w dniu 26 lipca 1678 roku, a kanonizowana przez papieża Klemensa XII w dniu 16 czerwca 1737 roku.